# Reforma previsional en Argentina de 2017
La reforma previsional en Argentina de 2017 fue una reforma del sistema de jubilaciones y pensiones impulsada durante la presidencia de Mauricio Macri. Fue aprobada por el Congreso de la Nación Argentina en diciembre de 2017 a través de la ley 27.426
 Buscaba elevar el mínimo de edad jubilatoria a 70 años modificando la Ley de Contrato de Trabajo, de manera tal que la facultad del empleador para intimar al trabajador a jubilarse solo podía aplicarse a partir de los 70 años de edad del trabajador.
El proyecto incluía la reducción del 3% de las jubilaciones promedio para 2018 y del 8% para 2019, con un recorte presupuestario en seguridad social de 72.000 millones ARS (aproximadamente 4.100 millones USD) para el año fiscal 2018. Tras su aprobación se produjeron masivas movilizaciones en contra de la reforma en las principales ciudades del país y a las puertas del Congreso. La Confederación General del Trabajo de la República Argentina (CGT) declaró una huelga de 24 horas desde el mediodía de ese lunes 18 de diciembre. Por la noche del 19 de diciembre se inició un serie de cacerolazos en donde participaron decenas de miles de vecinos que, espontáneamente, salieron de sus casas en señal de protesta por la Reforma Previsional. A su vez, el gobierno desplegaba todos los recursos políticos a su alcance para garantizar los votos a la mencionada reforma. A cambio, los gobernadores consiguieron los fondos necesarios del gobierno central.
En horas de la madrugada, del 19 de diciembre, fue aprobada por la Cámara de Diputados con 128 votos a favor, 115 en contra y 2 abstenciones. Tras la aprobación de la norma se produjeron cacerolazos en todos los barrios de la ciudad de Buenos Aires, los principales cacerolazos en Capital se dieron en la zona de Plaza de Mayo, Corrientes y Medrano en Almagro, Acoyte y Rivadavia en Caballito, en Cabildo y Juramento, al igual que en Boedo y Colegiales.
Sobre la medianoche, también había un ruidoso cacerolazo en Olivos frente a la Quinta Presidencial.
Por medio de la Ley N°27.426 denominada como “Reforma Previsional”, se modificó la Ley N°24.241 y la Ley N°26.417, referidas al Sistema Integrado de Jubilaciones y Pensiones y a la movilidad de las Prestaciones Previsionales, respectivamente y a la Ley de Contrato de Trabajo N°20.744. Durante enero la Cámara Federal de la Seguridad Social declaró inconstitucional parte de los artículos de la reforma jubilatoria. En las provincias se produjeron fallos adversos al gobierno que declararon inconstitucional e inaplicable parte de la reforma cuestionando su validez legal.
Se modificó el cálculo de movilidad de las prestaciones establecido en el Artículo 32 de la Ley N°24.241. La movilidad se basará en un setenta por ciento (70%) en las variaciones del Nivel General del Índice de Precios al Consumidor Nacional elaborado por el Instituto Nacional de Estadística y Censos (INDEC) y en un treinta por ciento (30%) por el coeficiente que surja de la variación de la Remuneración Imponible Promedio de los Trabajadores Estables (RIPTE), conforme una fórmula establecida, y se aplicará trimestralmente en los meses de marzo, junio, septiembre y diciembre de cada año calendario. La primera actualización se hará efectiva a partir del 1° de marzo de 2018.
El Estado nacional garantizará a los beneficiarios de la Prestación Básica Universal (PBU) que acrediten treinta (30) años o más de servicios con aportes efectivos, el pago de un suplemento dinerario instituido por el artículo 116 de la Ley de Contrato de Trabajo N°20.744 y sus modificatorias vigente en cada período.
Lo que quedaba de la ley fue reemplazada en diciembre de 2019 durante la presidencia de Alberto Fernández mediante la Ley solidaridad social y reactivación productiva que estableció un nuevo cálculo para los haberes jubilatorios acorde a la inflación. 
La reforma alcanzó a jubilados, pensionados, asignaciones familiares y de la Asignación Universal por Hijo, y a los veteranos de la guerra de Malvinas. Los objetivos de la reforma, según su proponentes, fueron aumentar la sustentabilidad del sistema jubilatorio. La reforma fue elaborada por Federico Sturzenegger, economista del equipo de Fernando de la Rúa y más tarde ministro de Mauricio Macri.
Según estimaciones al momento de aprobación de la ley, la reforma hubiese implicado una reducción del 3% de las jubilaciones promedio para 2018 y del 8% para 2019.

## Contexto
El sistema de seguridad social de Argentina encuentra su regulación constitucional en el tercer párrafo del artículo 14 de la Constitución Nacional, donde se establece que: «El Estado otorgará los beneficios de la seguridad social, que tendrá carácter de integral e irrenunciable. En la década de 1990, las presiones ejercidas por los organismos multilaterales de crédito internacional llevaron a la aplicación de las recetas de ajuste neoliberal. Entre ellas la privatización  del sistema previsional formando un sistema privado obligatorio de capitalización individual. La debacle del sistema privado fue total con el advenimiento de la crisis de las hipotecas subprime en el año 2007, cuando las AFJP llegaron a perder en un mes todo lo capitalizado desde inicios del siglo. Esta secuencia de reveses hundió a las AFJP en una crisis que culminaría con la estatización de los fondos que administraban. 
Tras la recuperación a manos estatales el gobierno formó el Fondo de Sustentabilidad, un fondo soberano de inversión argentino, compuesto por diversos tipos de activos financieros, y es parte del Sistema Integrado Previsional Argentino. Al momento de constituirse el 5 de diciembre de 2008, el fondo estatal estaba valuado en 98 224 millones de pesos; a diciembre de 2012, su valuación asciende a 244 700 millones de pesos y 482.660 millones en 31 de octubre de 2014, significando un crecimiento del 392,1%.
La fórmula vigente previa a la Reforma de 2017 data de 2008 durante la administración de Cristina Fernández de Kirchner y consideraba la variación semestral de los ingresos públicos (recaudación fiscal) y la variación de los salarios de los empleados registrados. las prestaciones (jubilaciones y pensiones) quedaban vinculadas al valor de la inflación mensual más un plus nominal de la recaudación fiscal. Bajo el sistema estatal Argentina alcanzó en 2015 los niveles de cobertura jubilatoria más altos de América Latina. Un informe del Banco Mundial destacó la política de protección social al señalar que el haber jubilatorio mínimo es equivalente a 442 dólares, es el más alto de toda América Latina.
En 2017 en medio de una crisis económica aguda y una creciente inflación el gobierno macrista pide un salvataje financiero al FMI, el organismo puso una serie de condiciones para otorgar lo entre ellas el recorte de inversiones públicas y el recorte de jubilación y pensiones. Meses después el FMI otorgaría un préstamo por 57.000 millones de dólares al gobierno. Tras ello se radicaron denuncias debido a lasmúltiples irregularidades en el acuerdo del gobierno de Mauricio Macri con el FMI. 
La auditoría nacional detalló las normas que no se respetaron al tomar el préstamo.

## Antecedentes y causas
Con la llegada del gobierno se implementaron reformas neoliberales, entre ellas el recorte de subsidios, recortes en las inversiones públicas, parálisis en obras de infraestructura, aumentos de impuestos, y recortes presupuestarios en la salud, educación y las universidades, junto a un fuerte aumento de las tarifas de los servicios públicos, entre ellos las tarifas de electricidad que subieron alrededor del 5000% 
Una semana luego de asumir se produjo  una depreciación de la moneda nacional del  42 % al pasar de $9,83 a $13,95 por dólar; fue la mayor devaluación desde el fin de la convertibilidad hasta ese momento. lo que originó una fuerte caída de la actividad económica, un aumento de los niveles de pobreza, inflación e inseguridad; con una caída estimada en 3.4% del PBI durante los primeros meses de gobierno.
Desde 2017 el BCRA utilizó un esquema de metas de inflación mediante la disminución de la liquidez de pesos que eran absorbidos mediante bonos de corto plazo llamados Lebacs. Esto produjo un crecimiento del stock de letras, que pasó de un 57 % de la base monetaria en enero al 88 % en septiembre del mismo año. Según un informe del CEPA, la política monetaria del organismo conducido por Federico Sturzenegger, le había costado desde enero del año 2016 al Estado más de 419 000 millones de pesos mensuales a las arcas públicas. Sumado al déficit cuasifiscal del stock de deuda en Lebacs y Letes que aumentó a 900 000 millones de pesos, y meses después a 1,2 billones de pesos, es decir, unos 75 000 millones de dólares. Eso es el 14 % del PBI, considerándose un déficit fiscal en forma de déficit cuasifiscal.
Para fines de agosto el peso cotizaba cercano a los 40,00 pesos por dólar, habiendo experimentado una devaluación del 64% desde diciembre de 2015. El peso fue la moneda de peor desempeño en el mundo en 2017.
A mediados de 2017 la Argentina entró en una nueva una crisis económica, que comenzó cuando los prestamistas internacionales privados decidieron no otorgar un nuevo financiamiento al gobierno argentino, dejándolo a las puertas del default, ocasionando una crisis cambiaria que devaluó el peso argentino frente al dólar estadounidense y llevó al gobierno de Mauricio Macri a pedir un salvataje al Fondo Monetario Internacional. Esta situación tuvo efectos diversos, generalmente negativos, en la economía, Tras ello se implementó un programa de rescate financiero con el Fondo Monetario Internacional, que llevó a la escalada de la prima de riesgo soberana, un aumento sustancial de la inflación, y, como consecuencia directa de este último, una caída de la economía, y el aumento de la pobreza y la desocupación.
La reforma previsional fue exigida por el FMI junto a una flexibilización laboral, privatizaciones de empresas públicas y recortes del gasto. El Fondo Monetario Internacional pidió a Mauricio Macri, la reforma del sistema previsional argentino, que incluyese la suba en la edad jubilatoria para las mujeres, la bajada en los montos de jubilaciones y pensiones, el endurecimiento de los requisitos para acceder a una pensión, modificar la fórmula de actualización de jubilaciones, endurecer los requisitos jubilatorios, aumentar la carga impositiva sobre el salario, liquidar el fondo de Seguridad de la Anses y reducir las mismas. En paralelo la misión del FMI recomendó fijar el haber mínimo que equivaliese al 25% del salario promedio frente al 82% móvil. El organismo internacional exigía cómo condición para entregar el préstamo pasar a un modelo de aportes privados obligatorios por parte de trabajadores y empleadores, en el que cada parte aportará un 10% del salario, lo cual reduciría a la mitad el aporte patronal, y por primera vez en décadas esa carga recaería en el trabajador. Además el FMI pidió la privatización del sistema jubilatorio y pasar a capitalización individual, de ahorro obligatorio, y «las contribuciones se acumularían en cuentas de ahorro individuales, manejadas por un fondo privado». Según este esquema, el objetivo se basaba en disminuir las prestaciones (erogaciones del sistema) e incrementar las contribuciones (ingresos al sistema). 
A comienzos del año 2017 el empeoramiento de la situación económica del país sufrido en los meses previos, con una crisis cambiaria que culminó con la renuncia del presidente del Banco Central de la República Argentina, Federico Sturzenegger, el 14 de junio, quien dejó el puesto con una inflación acumulada de 95% y una devaluación del peso de 175%.
Tras un año de aplicada la ley los juicios contra el Estado se incrementaron, la ley alcanzó a menos del 37% de los beneficiados y el promedio de aumentos quedó muy por debajo de lo esperado; mientras que se esperaba un aumento del 45% los aumentos no superaban el 25%, perdiendo 20 puntos contra la inflación, que alcanzaba un interanual del 53,8%, la inflación más alta desde 1991 y la quinta más alta del mundo producto de las políticas de liberalización comercial y desregulación. Como consecuencia de la reforma, para agosto de 2018 el Fondo de Garantía de Sustentabilidad habría registrado una pérdida de 29 mil millones de dólares en un año, una caída patrimonial del 55%.
Tras la asunción de Mauricio Macri llegó al poder a un gobierno de centro derecha (en comparación al gobierno centro izquierda de los años anteriores), aunque los movimientos de corriente peronista y kirchnerista, (junto a la popularidad de la líder del último Cristina Fernández de Kirchner), mantuvieron poder desde la oposición. Tras asumir el gobierno recortó  subsidios a la energía y puso fin a los controles cambiarios entre otras reformas de índole conservadoras. El programa sería aplicado tras elecciones legislativas. A comienzos de 2017 y posteriormente a mediados de ese año el gobierno de  Macri redujo la cobertura médica de los jubilados argentinos, excluyendo 160 medicamentos de la lista de fármacos gratuitos, quedaron sin cobertura total del Programa Asistencial Médico Integral (PAMI), la eliminación de cobertura médica al 85 por ciento de los jubilados En tando la cámara de diputados mediante la Comisión de Salud, que presidía la Dra Carolina Gaillard, denunciaron la falta de entrega de medicamentos, la faltante de medicación oncológica, la reducción en la cobertura de los medicamentos crónicos para jubilados, junto a negociados del gobierno con empresas cercanas al mismo.
En 2017, la reforma de pensiones de Macri enfrentó protestas masivas que medios prensa describieron como las más numerosas en Buenos Aires en décadas. Tras ello surgieron denuncias al gobierno de Macri de brutalidad policial y un exceso de violenta represión durante dichas protestas.
El FMI ordenó en su programa los siguientes puntos que serían la base de la ley:
1. Cambiar la fórmula de actualización de los beneficios de la seguridad social, reemplazándola por un índice según inflación (IPC)
2. Aumentar la edad de jubilación de las mujeres de 60 años a 65 años.
3. Reducir el valor de la jubilación promedio del 72% del salario en que se encontraba en 2016, a un 60% del salario.
4. Incrementar los empleados que aportan al sistema, incrementando las  de contribuciones al sistema. Se estimó que incrementar el número de aportantes al sistema en 25% de los trabajadores activos (PEA) reduciría el valor presente déficit en un 35% del PBI.
5. Eliminar las moratorias provisionales que abarcan a 2.3 millones de jubilados.
6. Separar la seguridad social (jubilaciones y pensiones) de la asistencia social (AUH, planes Progresar, Procrear, etc.), sacando de la Anses a estos últimos.[56]

El gráfico recoge el déficit estimado bajo cada medida (adviértase que el inicio del gráfico en 2015 no es una estimación sino el valor del déficit realizado). Nótese que en la estimación se consideraron todos estos cambios de forma aislada (cada línea es uno de estos cambios).
```
es una investigación judicial iniciada en 
Argentina
 en marzo de 2021, sobre un presunto acto de 
corrupción
 cometido mediante el acuerdo que el entonces presidente 
Mauricio Macri
 realizó con el 
Fondo Monetario Internacional
 el 7 de junio de 2018, por el cual el organismo internacional prestó a ese país una suma de 50
 
000 millones de dólares (luego ampliado a 57
 
000 millones), el más grande en la historia de esa organización, de la cual entregó los 44
 
500 millones originales.
[
57
]
[
58
]
 El acuerdo ha sido señalado como un acto criminal, tanto por el modo en que fue tramitado sin cumplir los pasos legales, el uso que la administración de Macri dio al dinero, no contemplado en el acuerdo y prohibido por el Estatuto del FMI, y por la omisión de analizar las condiciones de sustentabilidad y repago.
[
57
]
 Fueron imputados el expresidente 
Mauricio Macri
, el 
exministro de Hacienda
 
Nicolás Dujovne
 y los expresidentes del 
Banco Central
, 
Federico Sturzenegger
, 
Luis Caputo
 y 
Guido Sandleris
.
[
59
]
```

## Contenido de la reforma
La reforma contiene tres partes: el cambio en la forma de actualización o indexación del valor en dinero de las prestaciones; la fijación de haberes mínimos y el cambio en la edad de jubilación. La reforma fue parte del acuerdo del gobierno con el FMI quien exigió una reforma jubilatoria y exige achicar la inversión en jubilaciones. El Gobierno se comprometió a simplificar el sistema jubilatorio antes de diciembre de 2017. Implicaría un achique en las jubilaciones, un posible aumento de la edad de acceso y una promoción de las jubilaciones privadas, como lo fueron las AFJP. 
La norma suspendía el método legalmente establecido para el cálculo del haber y se fijaba en su lugar otro de menor cuantia. En paralelo se aprobó suspender la movilidad jubilatoria por el plazo de 180 días, se eliminaban una serie de beneficios para el cálculo mínimo de las remuneraciones utilizadas para calcular el beneficio jubilatorio inicial. También se establecieron topes para el haber máximo, se aumentó la contribución para los trabajadores dependientes, se incrementó las tasas de aporte personal y se fijaron categorías  más altas de aporte mínimo obligatorio para los autónomos.
Al mismo tiempo el gravamen sobre los combustibles para contribuir al mantenimiento de las cajas jubilatorios provinciales sería eliminado y sustituido por un nuevo gravamen no cooparticipable que dependería de la Jefatura de Gabinete. Se eliminaban la prestación básica universal y la prestación compensatoria. Al mismo tiempo se eliminaba el retiro anticipado por invalidez y se limitaba a diez años el cobro de la pensión por fallecimiento. Se suspendía los aumentos trimestrales de acuerdo a una fórmula aprobada por el PEN, reduciendo la ponderación de la remuneración imponible promedio de los trabajadores estables (RIPTE), eliminaba la movilidad de haberes atada al AMPO (Aporte Medio Previsional) por lo que parte de los aumentos ya asegurados por la vieja fórmula pasaban a depender de la discrecionalidad del gobierno de turno.
A su vez contenía una cláusula por la cual las deudas previsionales se pagarían solamente en bonos a diez años y se suspendían todos los juicios previsionales de manera unilateral. La ley habilitaba la transferencia discrecional al PEN de recursos desde las cajas de jubilaciones a otras áreas del Estado como el tesoro nacional.
Se modificaron los artículos 252 y 253 de la Ley de Contrato de Trabajo, incorporándose como requisito obligatorio la edad de 70 años del trabajador para iniciar los trámites jubilatorios a aquellos empleados que se encuentren en condiciones de hacerlo, y, los casos en que un jubilado, titular de un beneficio previsional, volviera a prestar servicios en relación de dependencia y modificaba la fórmula y frecuencia de actualización del valor monetario de los haberes previsionales pasando de actualizaciones mensuales a cuatro al año. La nueva ley eleva la edad jubilatoria a los 70 años, de 65 años a 70 en caso de los hombre sy de 60 a 70 años para el caso de las mujeres. Respecto a la relación en cuanto a porcentaje del salario en actividad, hubo un desmedro en el haber jubilatorio de la mayoría por otro lado la reforma busco blindar las jubilaciones de privilegio (jueces, presidente y vicepresidente) que se mantuvieron, resultando en una asimetría en el beneficio jubilatorio. Además la ley establecía que quienes hayan iniciado juicio por reformulación de haberes no tendrán derecho a la retroactividad.
Un último punto que finalmente fue eliminado impulsado por el Juntos por el Cambio proponía que la personas pasarán de forma obligatoria a cobrar sus haberes a través de una compañía de seguros privada bajo la denominación renta vitalicia previsional, abriendo las puertas a la privatización del sistema.
Meses después se produjeron cientos de amparos y denuncias contra la reforma lo que llevó a varios jueces en todo el país a declarar la inconstitucionalidad de la ley. En el fallo se declaró que "la mencionada ley no guarda una razonable relación entre el ingreso que el afiliado mantuvo mientras se encontraba en actividad y el determinado en su condición de beneficiario contributivo del sistema de seguridad social. Afirma que se trata de una metodología inadecuada para la tutela efectiva de aquellos que deben ser amparados por el derecho de la seguridad social, que goza de jerarquía constitucional y ha sido objeto de pactos internacionales".
Gran parte de la ley fue declarada anticonstitucional por la Corte Suprema de justicia a fines del año 2018.
El corazón del paquete era el cambio de la fórmula ordenado por el FMI con la que se venían actualizando los beneficios de la seguridad social (jubilaciones, pensiones, AUH, etc.), la supresión de los regímenes especiales como el de los científicos, médicos y docentes, suspender por tres años la moratoria vigente, la eliminación de la coparticipación del porcentaje del Impuesto a las Ganancias destinado a la seguridad social (ANSES), que era destinado a las provincias por 65.000 millones de pesos.
Ley de Reforma jubilatoria pospuso el ajuste semestral que proponía esta reforma, lo que hizo ni bien fuera aprobada la ley se perdieron 7 puntos a los jubilados ya que el índice de inflación aplicado era la del semestre anterior, por otro lado debido a que el gobierno dispuso que los salarios no aumentaran al ritmo de la inflación sino por debajo y sumado al aumento y aceleración de la inflación hizo que en total entre 2018 y 2019 se perdieran otros 20 puntos, resultando en una bajada de las jubilaciones vía licuación de haberes del 40 por ciento.
Desde la aprobación, el alza de precios durante dos últimos años del macrismo sumada fue del 117% por ciento, la segunda tasa de inflación más alta del mundo, por otro lado las jubilaciones se ajustaron en un 76.5%; resultando en una pérdida y reducción de haberes del 41 por ciento. Al mismo tiempo la ley cerró el pago 
de los juicios que llevaban adelante los jubilados por los reajustes de haberes lo que llevó  acumular una deuda previsional de 310.000 millones de pesos por la acumulación de sentencias no cumplidas. con el fin de generar un recorte estimado entre 80.000 y 100.000 millones de pesos (equivalentes a 4600 y 5500 millones de dólares).
El 21 de diciembre el juez federal Sebastián Casanello recibe una denuncia penal contra el presidente Mauricio Macri, el jefe de Gabinete, Marcos Peña, y el director de la ANSES, Emilio Basavilbaso

### Cambio en la indexación
Esto incluye: el cambio de la fórmula y la frecuencia de actualización. La nueva fórmula considera:
{\displaystyle \Delta {\text{Prestación}}=0,7\times \Delta {\text{IPC}}+0,3\times \Delta {\text{Salarios}}}
en donde ΔPrestación es la variación de las prestaciones en pesos, ΔIPC es la variación del índice de precios al consumidor y ΔSalarios es la variación del índice de salarios. El índice de precios al consumidor es elaborado por el INDEC y el índice de salarios es la variación de la Remuneración Imponible Promedio de los Trabajadores Estables (RIPTE).
Esta modificación en la fórmula de actualización fue suspendida en 2019 por la ley 27.541 De solidaridad social y reactivación productiva impulsada durante presidencia de Alberto Fernández.

### Cambio edad de jubilación
Se aumenta la edad mínima para acceder al derecho a jubilación hasta los 70 años, en lugar del valor anterior de 65 años.

### Cálculo de las jubilaciones
En 2016, las jubilaciones aumentaron 31% y la inflación real se calculó en 41%, ese año los jubilados perdieron esa diferencia porcentual en sus haberes. En 2017, las jubilaciones subieron 28%, mientras que inflación rondará el 25%. Con la anterior fórmula, que se calculaba con base en la actual ley de movilidad, un prorrateo combinado entre recaudación y variación salarial, el aumento debería ser de 14%. En tanto, con la nueva fórmula, el incremento será del 5,7% en 2018, una merma de ocho puntos. Por lo tanto, para una jubilación de $ 10.000, en lugar de un aumento de 1.450 pesos que recibiría con la antigua fórmula, el incremento será de 570. Los cambios de la "movilidad" implican un ajuste a la baja o recorte en el pago de las prestaciones sociales de más de 120.000 millones de pesos para el año fiscal 2018. Con Reforma Provisional se le quitó a la seguridad social 23% de recursos impositivos por coparticipación que servian para la financiación específica de la seguridad social.
La ley habilitaba al Poder Ejecutivo a tomar fondos de la FGS sin pasar por el Congreso. Semanas después de aprobada el gobierno macrista decidió tomar unos 32.000 millones de pesos y casi 176 millones de dólares del Banco Nación y del Fondo de Garantía de Sustentabilidad de la ANSeS para financiar al gobierno.

## Senado

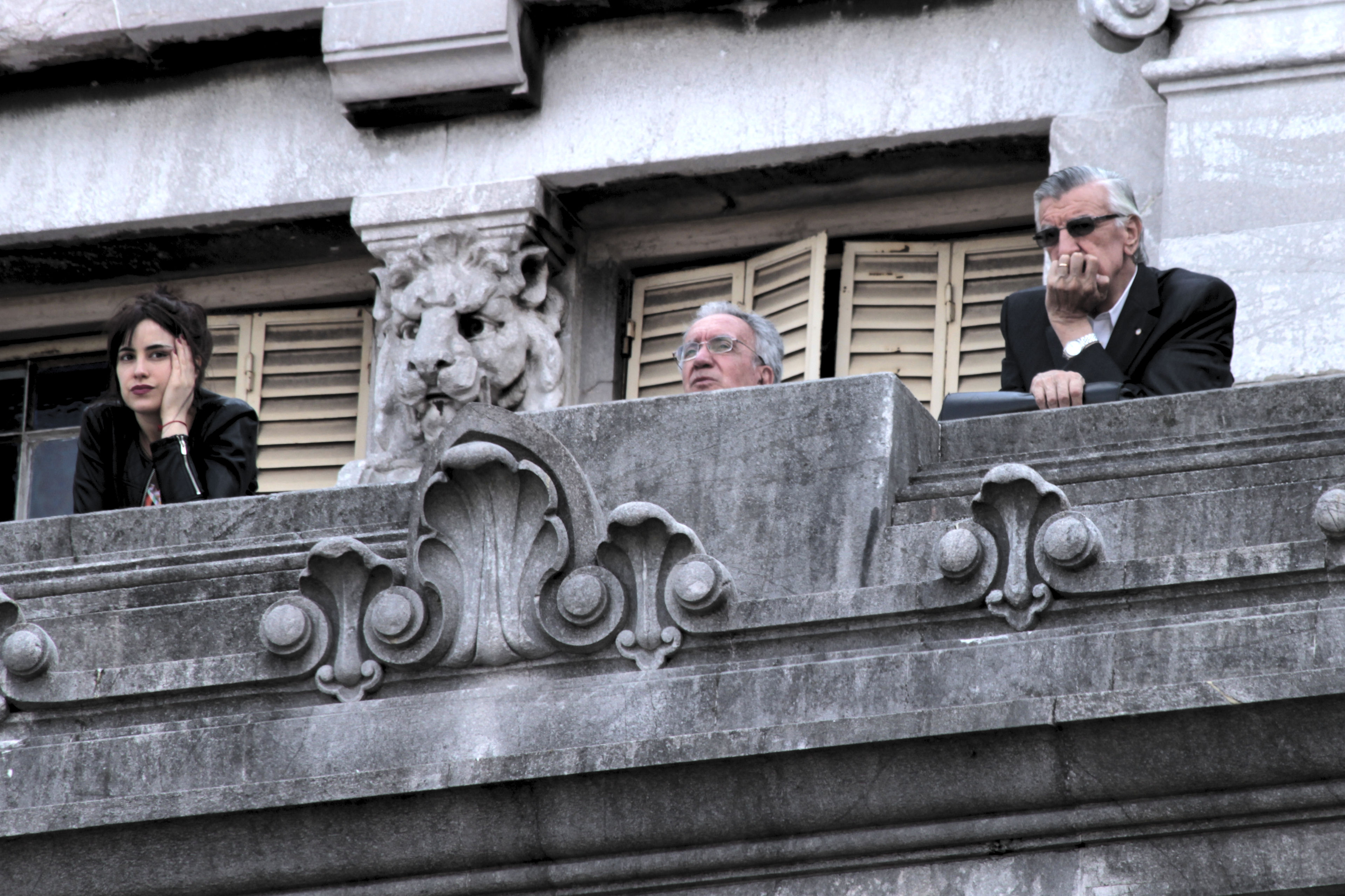
Los diputados nacionales José Luis Gioja y Héctor Recalde, observando la multitud reunida el día de la media sanción de la Reforma previsional en el Senado argentino

En el Senado el proyecto fue modificado estableciendo una fórmula mixta, combinando el índice de precios al consumidor, con el índice de los salarios del sector formal (llamado índice RIPTE). Dicha aprobación sería denunciada ante la justicia cuando Cambiemos se negó a mostrar la lista con los diputados que supuestamente dieron quorum, advirtiéndose la presencia de dos falsos diputados para llegar al número de legisladores requeridos. El senador puntano, Adolfo Rodríguez Saá, advirtió que los proyectos del paquete fiscal que acompañaban a la ley no habían sido girados a la comisión de Coparticipación Federal y que por lo tanto el dictamen obtenido el jueves pasado era nulo. “Se afectan impuestos coparticipables, el impuesto al cheque, fondo solidario. En tanto la senadora Negre de Alonso argumento que se avanza sobre las provincias.Dada la decisión de aprobar las reforma casi sin debate y lo antes posible, el oficialismo emitió dictamen el jueves pasado y convocó a una sesión especial para el miércoles. El dictamen no tenía los siete días establecidos en el reglamento, por lo que necesitaba dos tercios de los votos para aprobar su tratamiento sobre tabla sin embargo a pesar de ello fue girado sinos votos necesarios, cuestionandose la legalidad de la maniobra.
La reforma fue aprobada con el voto de los senadores oficialistas de Cambiemos (PRO UCR y Coalición Civica y un sector conservador, encabezado por el Jefe de Gabinete Marcos Peña y sus vices Mario Quintana y Gustavo Lopetegui; el ministro del Interior Rogelio Frigerio y el presidente provisional del Senado Federico Pinedo. Entre los senadores que lideraron la votación en contra se destacaron Adolfo Rodríguez Saa —peronista de la Alianza Compromiso Federal— y María de los Ángeles Sacnun —peronista kirchnerista—.
Un sector importante del sindicalismo y de los movimientos sociales organizó una marcha de protesta al Congreso de la Nación para oponerse al proyecto de reforma previsional, con la consigna «No es reforma; es ajuste».Al respecto, el abogado constitucionalista Daniel Sabsay visitó el programa Terapia de Noticias y expresó: "Es inconstitucional porque se están violando tratados que tienen jerarquía constitucional, es como violar la Constitución misma. La fórmula de actualización, por lo que he leído, implica una merma de la jubilación actual",
| Votación | Votación | Votación | Votación |
| A favor (43) | En contra (23) | Abstenciones (3) | Ausentes (3) |
| --- | --- | --- | --- |
| PJ/Frente para la Victoria (18) - José Alperovich - Walter Barrionuevo - Inés Blas - Salvador Cabral - Julio Catalán Magni - María Teresa González - Pedro Guastavino - Juan Manuel Irrazábal - Sigrid Kunath - María Laura Leguizamón - Daniel Lovera - Mirtha María Teresita Luna - José Mayans - Dalmacio Mera - Beatriz Mirkin - José Anatolio Ojeda - Daniel Pérsico - Miguel Ángel Pichetto - Rodolfo Urtubey Unión Cívica Radical (7) - Julio César Cobos - Silvia Elías de Pérez - Silvia Giacoppo - Juan Carlos Marino - Luis Petcoff Naidenoff - Ángel Rozas - Pamela Fernanda Verasay Frente PRO (6) - Alfredo de Ángeli - Ernesto Félix Martínez - Federico Pinedo - Pedro Braillard Poccard - Laura Rodríguez Machado - Marta Varela PJ La Pampa (2) - Norma Durango - Daniel Lovera Frente Cívico por Santiago (2) - Ada Itúrrez de Cappellini - Gerardo Zamora Producción y Trabajo (1) - Roberto Basualdo Movimiento Popular Fueguino (1) - Miriam Ruth Boyadjian Pares (1) - Cristina Fiore Unión por Córdoba (1) - Carlos Caserio Frente Cívico y Social (1) - Oscar Castillo Frente Renovador Misiones (1) - Sandra Daniela Giménez Frente Popular (1) - Gerardo Montenegro Justicialista 8 de octubre (1) - Juan Carlos Romero | PJ/Frente para la Victoria (17) - Eduardo Aguilar - Hilda Clelia Aguirre - Ana Claudia Almirón - Carlos Mauricio Espínola - Liliana Fellner - Anabel Fernández Sagasti - Marcelo Fuentes - Virginia García - Silvina García Larraburu - Ruperto Godoy - Nancy González - María Esther Labado - Juan Mario Pais - Omar Perotti - María de los Ángeles Sacnun - María Inés Pilatti Vergara - Marina Riofrío Movimiento Popular Neuquino (2) - Carmen Lucila Crexell - Guillermo Juan Pereyra PJ San Luis (2) - Liliana Negre de Alonso - Adolfo Rodríguez Saá Frente Progresista-CCARI (1) - Magdalena Odarda Proyecto Sur/UNEN (1) - Fernando Solanas | PJ/Frente para la Victoria (1) - Juan Manuel Abal Medina Frente Amplio Progresista (1) - Jaime Linares Chubut Somos Todos (1) - Alfredo Héctor Luenzo | Unión Cívica Radical (1) - Alfredo Anselmo Martínez Federalismo y Liberación (1) - Carlos Menem Santa Fe Federal (1) - Carlos Reutemann |

## Primera sesión en la Cámara de Diputados

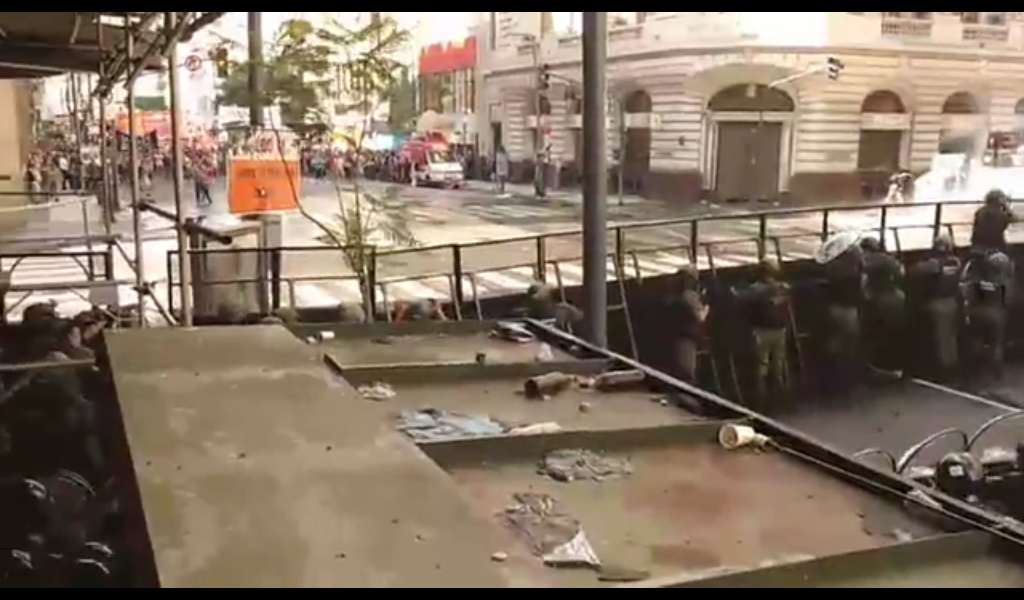
Valla de las fuerzas de seguridad en el cruce de las calles B. Mitre y Callao (Buenos Aires) para evitar que los manifestantes se acerquen al Congreso Nacional durante el tratamiento de la reforma previsional

El 14 de diciembre se produjo un grave conflicto y una crisis política, diferentes medios informaron que Cambiemos quiso forzar la sesion sobre el ajuste a los jubilados pero tuvo que levantar la sesión, ante la falta de quórum y la represión en las inmediaciones del Congreso que sufrieron también varios diputados opositores. Durante la tarde, a falta de quorum la oposición pidió aplicar el reglamento y suspender la sesión.  Emilio Monzó presidente de la Cámara Baja reaccionó violentamente contra el diputado opositor Leopoldo Moreau de 67 años a quién le lanzó un golpe en el rostro. Tras la golpiza al diputado Moreau por parte del presidente de la Cámara, se presentó una denuncia penal contra Emilio Monzó quien primero negó haber golpeado al diputado y más tarde tras viralizarse el video emitió una disculpa.
Aunque el legislador del PRO Emilio Monzó, había asegurado que habían conseguido el quorum, a las 15:10 tuvo que levantar la discusión en el recinto. Dentro del recinto la sesión se cayó cuando la oposición acusó al oficialismo de reunir el cuórum con personas que no estaban habilitadas como diputadas, en medio de un escándalo en el que se produjeron intentos de agresión física, con acusaciones y denuncias penales cruzadas entre funcionarios. Pocos minutos antes de que se inicie el debate se podía ver a varios diputados opositores a la reforma discutían con efectivos de Gendarmería porque no les permitían ingresar en el Congreso para ejercer su voto contra la misma.
Fuera del recinto, en las calles, la ministra de Seguridad Patricia Bullrich envió gran cantidad de agentes de la Gendarmería Nacional y la Policía Federal para montar un operativo de vallado de varias manzanas, con el fin de impedir que manifestantes opositores se acercaran al Congreso Nacional. En paralelo se producían cacerolazos en todo el país junto a un paro nacional y protestas en diferentes puntos de la capital nacional. Durante la jornada resultaron heridos varios manifestantes, diputados, periodistas y ciudadanos, y fueron detenidas varias decenas de personas. El despliegue y la acción represiva dispuesta por la ministra Bullrich, fueron criticados por las diversas expresiones de la oposición, organizaciones de derechos humanos y algunos legisladores de Cambiemos, como la diputada Carrió y Ricardo Alfonsín. La respuesta policial a las manifestaciones llegaron a los medios internacionales que compraron la represión con la vivida en diciembre de 2001. Esa misma noche múltiples protestas estallaron también en distintos puntos de la capital argentina, bastión electoral del oficialismo.El batir de cacerolas se escuchó en numerosos barrios con protestas pacíficas contra la reforma macrista.
El 14 de diciembre de 2017, luego de que la Ciudad de Buenos Aires amaneció militarizada con un operativo represivo nunca visto rodeando manzanas del Congreso. Luego de las críticas, en el más alto nivel se tomó la decisión de desplazar a la ministra Patricia Bullrich del mando del operativo de seguridad en el Congreso, para atribuírselo al jefe de gobierno de la Ciudad de Buenos Aires Horacio Rodríguez Larreta.
Inmediatamente después de fracasada la sesión de la Cámara de Diputados, Macri se reunió con su gabinete para analizar la situación y ordenó redactar un decreto de necesidad y urgencia (DNU) para aprobar la reforma previsional sin el Congreso. El DNU fue firmado por todos los ministros y varios medios de comunicación anunciaron la inminencia de su sanción. En esa situación la Confederación General del Trabajo emitió una declaración en la que anunció que si el presidente Macri firmaba el DNU, declararía de inmediato una huelga general. Poco después la diputada oficialista Elisa Carrió hizo público un mensaje por Twitter en el que criticaba la intención del gobierno de sancionar el DNU, sosteniendo que se trataría de una grave violación a la Constitución Nacional. Luego de esos dos hechos los medios anunciaron que Macri había decidido no dictar el DNU. Tras varias horas diputados no llegaba a alcanzar quorum y la oposición pedía que el encuentro legislativo finalizará al no alcanzarse el quorum reglamentario. Algunos legisladores de la oposición advirtieron que dos bancas estaban ocupadas por personas que no habían jurado. 
A las 14:35, el presidente de la Cámara Baja, Emilio Monzó, abrió la sesión que solo duró pocos minutos. Con 128 diputados en sus bancas, algunos legisladores de la oposición advirtieron sobre una presunta irregularidad: dos bancas estaban ocupadas por personas que no debían estar allí.
También causó repudio en la oposición la utilización de “diputruchos” por parte de Cambiemos para intentar forzar el quorum y comenzar la sesión. Mirtha Tundis, diputada del Frente Renovador, ratificó la versión: «Hubo dos diputados de Capital Federal que no habían jurado y se sentaron a la banca, como en los peores tiempos». Y agregó: «La única vez que tuvieron los 129 fue cuando se presentaron estos dos, y no se sabe si no hubo también otras personas ajenas al recinto». Con 128 diputados en sus bancas, algunos legisladores de la oposición advirtieron sobre una presunta irregularidad: dos bancas estaban ocupadas por personas que no debían estar allí.
El lunes 18 de diciembre los diputados fueron convocados nuevamente; Macri convocó simultáneamente a la Casa Rosada a los gobernadores de las provincias a fin de presionar a los diputados. Al igual que en la frustrada reunión anterior, fue vallada una área de varias manzanas para evitar que los manifestantes pudieran acercarse al Congreso Nacional.
También a último momento se introdujeron en la reforma tributaria mayores incentivos para quienes inviertan en fondos de retiro de largo plazo. El diputado cordobés de Cambiemos Javier Pretto, no descartó un proyecto de ley para 2019 que incorpore nuevamente el régimen de las Aseguradoras de Fondos de Jubilaciones y Pensiones.
Por su parte, la Confederación General del Trabajo declaró una huelga general de 24 horas que se inició a las doce del mediodía. Una gran multitud, estimada en 500.000 personas alcanzó la plaza de los Dos Congresos y la Avenida de Mayo para protestar contra la ley.
Luego del mediodía se desataron incidentes entre algunos manifestantes y la policía, y críticas cruzadas por la responsabilidad de la violencia; el oficialismo sostuvo que se trató de un intento de golpe de Estado.
Por la noche del 18 de diciembre se inició una serie de cacerolazos en los que participaron decenas de miles de personas, que comenzaron a salir de sus casas para reunirse espontáneamente y hacer sonar sus cacerolas en señal de protesta en diversos barrios de Buenos Aires y otras ciudades del país. Los cacerolazos del lunes por la noche, se repitieron el martes en una decena de barrios de la Ciudad y en centros urbanos de todo el país para protestar contra la reforma previsional, encabezados por sectores de clase media.
En la madrugada del 19 de diciembre se aprobó la reforma previsional, por 127 votos a favor y 116 en contra.
Diversas asociaciones de periodistas repudiaron la violencia ejercida contra al menos 23 periodistas. La Academia Nacional de Periodismo consideró que la violencia contra los periodistas constituía una "involución intolerable".
El 12 de diciembre se decidió que se daría un tratamiento muy breve, lo que algunos medios consideraron una decisión polémica. En este sentido, en una reunión entre Miguel ángel Pichetto y el oficialista Cambiemos, se acordó un tratamiento exprés. A diferencia de la fórmula dispuesta por el gobierno de Cristina Fernández de Kirchner en 2009, que determinaba aumentos regidos por la recaudación presupuestaria y que resultaban superiores a la inflación, la propuesta del gobierno de Mauricio Macri implica según los especialistas, esto significaría prácticamente congelar las jubilaciones en términos reales, además de consolidar la pérdida de poder adquisitivo de los dos años anteriores a la puesta en marcha de la ley. Por otro lado, el proyecto de reforma jubilatoria pretendía ampliar la edad de retiro hasta los 70 años.
El 13 de diciembre, el interbloque de Cambiemos en Diputados, que encabezaba Mario Negri, convocó a una sesión especial para las reformas previsional y la tributaria.
Un grupo de jubilados protestó se reunió frente al Congreso contra la reforma para ajustar el sistema previsional, en el marco del plenario de las comisiones de Previsión y Seguridad Social y de Presupuesto de la Cámara de Diputados. En este contexto, el ingreso al plenario de los titulares de la cartera de Trabajo, Jorge Triaca; y de Hacienda, Nicolás Dujovne, fue recibido por los gritos de los manfiestantes presentes. "Esto es un saqueo" y "la historia los juzgará", les espetaron los adultos mayores.
Cerca del mediodía se llegó a un clima de máxima tensión en la Cámara de Diputados, cuando manifestantes y jubilados comenzaron a exigir participar de la exposición de los legisladores. Debido al abucheo, interrumpieron la sesión, por lo que Mario Amadeo dispuso un cuarto intermedio. En medio de una sesión signada por empujones, insultos, disturbios y fuertes críticas por parte de la oposición, gremialistas, agrupaciones sociales y de jubilados, Cambiemos consiguió dictamen al proyecto de reforma provisional. Como contrapartida, la oposición logró un dictamen de rechazo con 28 firmas, con el objetivo de rechazar el proyecto. Los jubilados y dirigentes gremiales estallaron de furia cada vez que tomaba la palabra un representante del oficialismo, ante lo que consideraban un "saqueo" a los bolsillos y un "vaciamiento" de ANSES para dar pie a un sistema de capitalización privada. "Chorros", "mafiosos", "delincuentes", fueron algunos de los calificativos, mientras que los aplausos fueron la regla general para con los discursos de opositores. La especialista previsional Mirtha Tundis advirtió que la fórmula propuesta llevará a que alguien que trabajó 45 años se jubile con un haber del 40 por ciento respecto de su último sueldo, cuando con el sistema vigente tendría el 65 por ciento y catalogó la iniciativa del Gobierno como un "ultraje". Nicolás del Caño (PTS-Frente de Izquierda) invitó a todas las organizaciones políticas, sociales y sindicales a concentrarse frente al Congreso el día que la reforma previsional.
Durante el debate en comisión del proyecto de reforma previsional, el principal impulsor de la reforma fue Nicolás Dujovne quien, al ser consultado por los diputados cuál sería el monto impacto de la medida, no pudo responder cuál sería el impacto en números del cambio de fórmula para calcular las jubilaciones que impulsa el gobierno, argumentando que "no hicieron la cuenta". La noche antes de la sesión, los únicos diputados opositores que salieron a respaldar abiertamente el proyecto de reforma previsional, no por su contenido sino por el acuerdo Nación-Provincias, fueron los cuatro legisladores de Córdoba que respondían a Schiaretti. Se trataba de Juan Brügge, Paulo Cassinerio, Martín Llaryora y Alejandra Vigo. En tanto, los gobernadores peronistas planteaban como salida salomónica modificar la fórmula y el plazo de entrada en vigencia del nuevo cálculo previsional para devolver el proyecto al Senado y apagar el incendio político. Nadie estaba dispuesto a pagar el costo de bajarle los haberes a los jubilados. La reforma previsional que impulsaba la Casa Rosada quedó atascada en zona de riesgo. El interbloque Argentina Federal, que respondía a los mandatarios peronistas, se opuso a firmar el dictamen oficialista al ausentarse en masa del plenario de comisiones Previsional y de Presupuesto y Hacienda en Diputados. Desde el Poder Ejecutivo Nacional revelaron que había un principio de rebelión de los diputados del PJ conservador, por lo que estaban llamando uno a uno a los gobernadores, y recordándole a los gobernadores peronistas que se acercaba la fecha de pago de los aguinaldos, medida para la que necesitarían auxilio financiero del gobierno central.
A la tarde del día siguiente, cuando el proyecto llegó a la Cámara baja, una gran manifestación frente al Congreso Nacional fue también violentamente repelida por la Gendarmería, con al menos un camión hidrante y balas de goma, y con el resultado de tres diputados nacionales agredidos. Según el diputado Rossi, estos hechos se produjeron "bajo las órdenes de la ministra de Seguridad, Patricia Bullrich y del presidente de la Nación, Mauricio Macri, quienes pretendieron, a través de la represión, evitar que un conjunto de legisladores debidamente electos por la ciudadanía ejerciera su mandato". Y añadió que la represión estaba "destinada a manipular el eventual resultado de la sesión" de Diputados. En paralelo, varios diputados pidieron que la justicia allane las oficinas de Patricia Bullrich en busca de elementos incriminatorios. Según uno de los diputados “bajo las ordenes de la ministra de Seguridad, Patricia Bullrich y del presidente de la Nación, Mauricio Macri, quienes pretendieron, a través de la represión, evitar que un conjunto de legisladores debidamente electos por la ciudadanía ejerciera su mandato”. Y añade que la represión estaba  “destinada a manipular el eventual resultado de la sesión” de Diputados, siendo reprimidos o impedidos de pasar los diputados Darío Martínez, Horacio Pietragalla, Matías Rodríguez y Juan Manuel Huss, Leonardo Grosso y Victoria Donda.
En las afueras del Congreso diversos diputados opositores fueron agredidos por Gendarmería, entre ellos el diputado Leonardo Grosso, la diputada Victoria Donda, quien llegó al Congreso en muletas producto de los golpes recibidos en las piernas, el del diputado por Tierra del Fuego Matías Rodríguez, quien fue golpeado y pateado en el piso por efectivos de Gendarmería hasta quedar inconsciente. La diputada Mayra Mendoza fue rociada con gas pimienta en el rostro por parte de la Gendarmería, por lo que fue atendida en un bar frente al Congreso. El diputado del FPV-PJ, Matías Rodríguez señaló que los gendarmes afirmaron seguir órdenes directas del poder Ejecutivo.
En los alrededores del Congreso, las fuerzas de seguridad detuvieron a 41 manifestantes. Otros cuatro fueron apresados durante la noche, en la entrada de la Comisaría 4.ª, donde reclamaban la liberación de los detenidos allí alojados. En diferentes comisarías comenzaron vigilias para exigir la libertad de los detenidos. Uno de ellos que estaba en la comisaría ubicada en el barrio de Monserrat debió ser internado en un hospital porteño debido a las abundantes heridas de balas de goma.
Hubo información de situaciones irregulares en las detenciones, entre ellas que ocho personas fueron "secuestradas" en una camioneta blanca sin ningún tipo de identificación policial y con patente se supo a posteriori, que pertenecía a un particular. Incluso fueron detenidos transeúntes, entre ellos una joven que salía de trabajar, la cual fue arrojada al piso, golpeada y luego manoseada por gendarmes.
Inclusive juristas afines al oficialismo anunciaron que sería inconstitucional (por confiscatoria) la aplicación de la fórmula de reajuste en marzo. En 2019 el juez federal Sergio Torres sobreseyó a la mayoría de los detenidos en la represión del 18 de diciembre durante la protesta por la reforma previsional y dejó en evidencia la arbitrariedad del despliegue policial advirtiendo de casos de torturas a detenidos.

## Protestas del 13 de diciembre

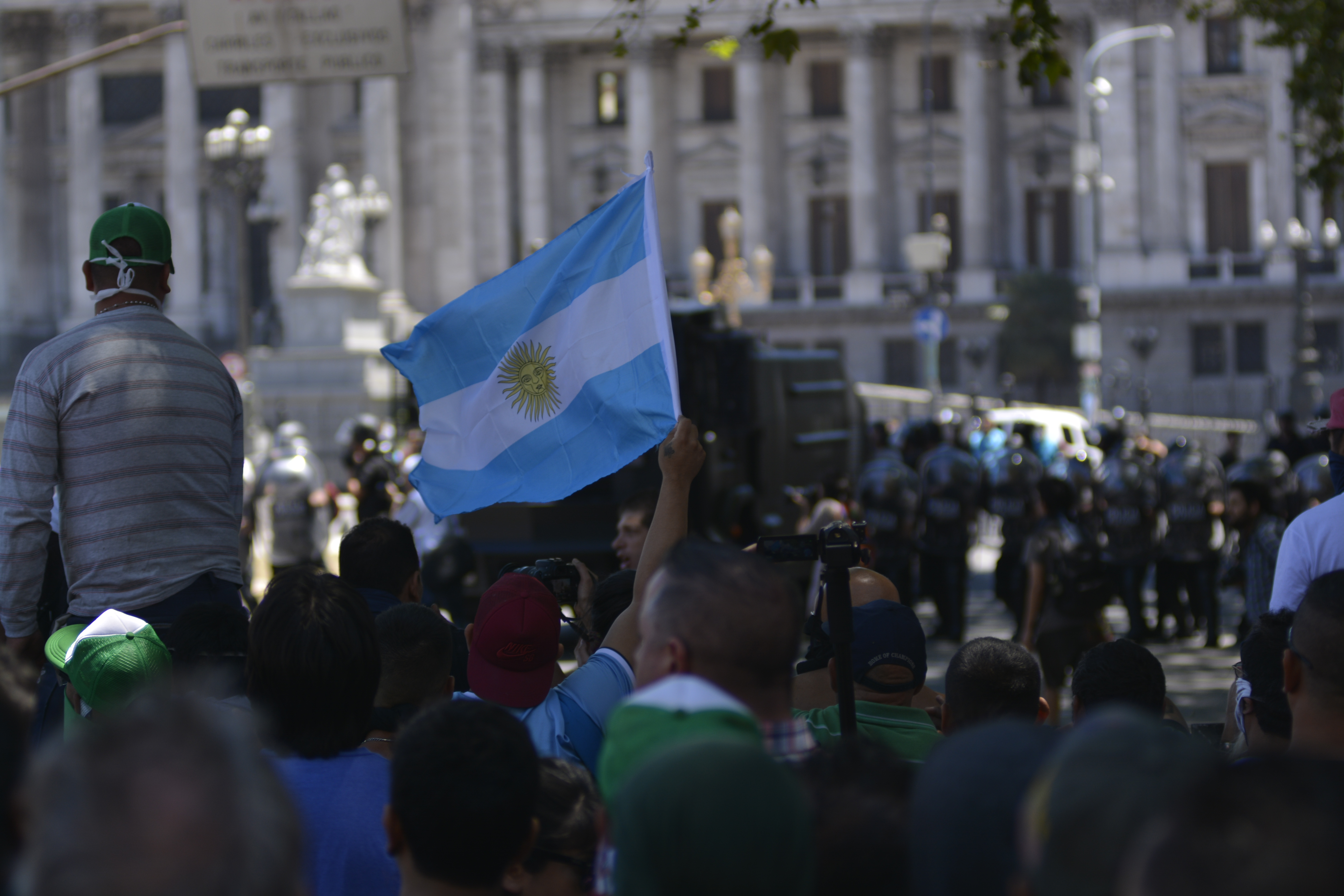
Manifestaciones frente al Congreso

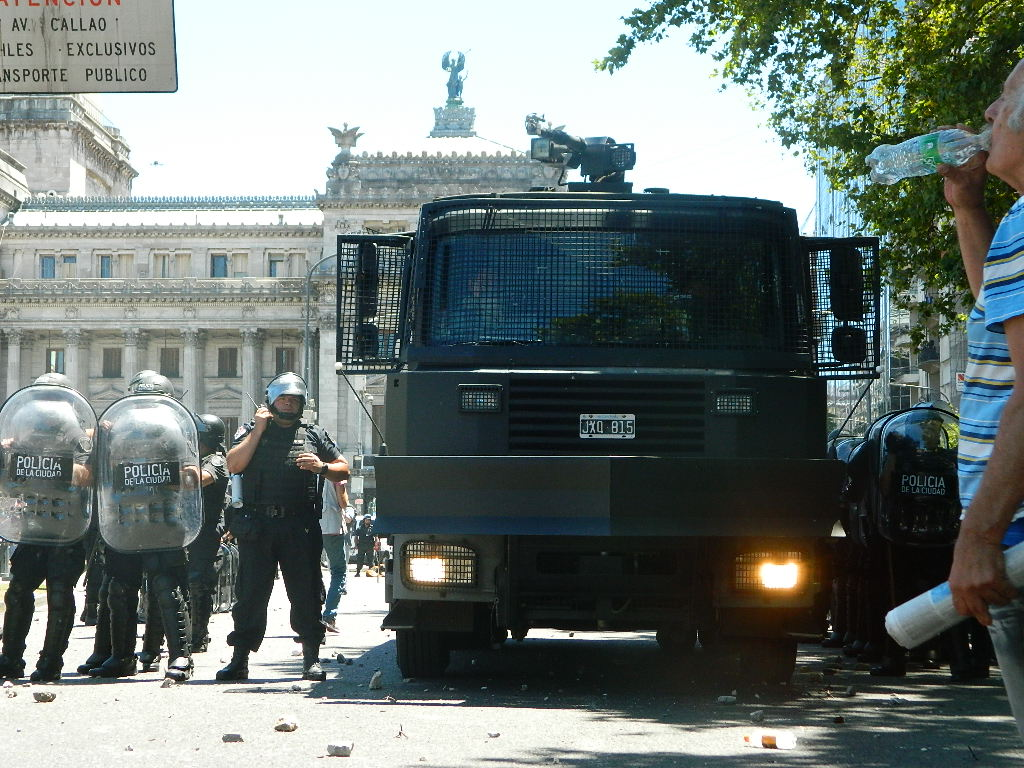
Vehículos y efectivos de Gendarmería

El miércoles 13 de diciembre, organizaciones sociales y diputados nacionales de la oposición que participaban de la vigilia contra la reforma previsional, fueron reprimidos por una formación de la Gendarmería Nacional que avanzó contra los manifestantes con golpes y camiones hidrantes. En el operativo fue atacada la diputada nacional Victoria Donda, quien recibió una patada del jefe del operativo y responsabilizó a la ministra de Seguridad, Patricia Bullrich, por el accionar de los uniformados. En tanto el diputado nacional Leonardo Grosso recibió una mordida de un perro de Gendarmería en el torso.
La prensa informó que varios gendarmes forcejearon y empujaron a diputados nacionales, entre los que se encontraban Grosso, Donda, Mayra Mendoza y Horacio Pietragalla. Por otra parte, la diputada oficialista Elisa Carrió justificó su apoyo al recorte jubilatorio y acusó a los jubilados y a la familia de Santiago Maldonado de golpistas. En paralelo los medios mostraron imágenes del accionar de la policía gubernamental, entre ellas las de una moto de la Policía Federal en el momento en que aplastaba un ciudadano manifestante. Durante la jornada hubo decenas de heridos, algunos perdieron la vista debido a balas de goma y gases lacrimógenos.
Por otro lado ciudadanos, organizaciones sociales, legisladores de la oposición y dirigentes sindicales se instalaron frente al Congreso para hacer una vigilia, repudiando el tratamiento de la Reforma Previsional. A las 18:30 hs., cuando la marcha de organizaciones sociales llegaba al Congreso Nacional, un operativo de Gendarmería impidió violentamente su paso.
El día 17 la zona del Congreso fue militarizada, congregando alrededor de mil efectivos de seguridad, comandados por la ministra de Seguridad, Patricia Bullrich. Durante dos días, los efectivos a sus òrdenes apalearon, gasearon y balearon con proyectiles de goma a manifestantes, incluyendo diputados nacionales y fotógrafos que cumplían su labor.
También fueron heridos por la policía varios trabajadores de prensa, entre ellos el fotógrafo de diario Página/12 Leandro Teysseire; sus colegas Germán García Adraste, de Clarín, y Federico Hauscarriaga, de Anred; y el camarógrafo de C5N Guido Rodríguez. Al retratar con su cámara la represión, fue herido el fotógrafo Pablo Piovano, quien recibió más de diez impactos en su pecho, su abdomen y su brazo. También hubo violencia contra periodistas que estaban dentro del Congreso, donde una persona que dijo ser “jefe de seguridad de Diputados” pretendió sacar por la fuerza del recinto a dos trabajadores de los medios que tomaban nota de una reunión de pasillo entre Elisa Carrió, Graciela Camaño y Marco Lavagna. Ante la negativa de los periodistas a abandonar el lugar, el hombre le pegó un cabezazo en la frente a Nicolás Florentino, redactor del portal Letra P. El Foro de Periodismo Argentino (FOPEA) repudió las agresiones sufridas por periodistas en los alrededores del Congreso de la Nación en el marco de la Marcha en contra de la Reforma Previsional y dentro mismo del recinto luego del levantamiento de la sesión.
También familiares de los tripulantes del ARA San Juan, que habían sido invitados al Congreso para asistir a la sesión y buscaban garantías de que continuara la búsqueda de la nave, terminaron alcanzados por la represión: varios de ellos, incluidas madres de marinos, fueron golpeados por la Gendarmería desplegada por la ministra Patricia Bullrich. 
Amnistía Internacional informó, de 478 manifestantes heridos, varios de los cuales se les negó la atención médica, otros 740 que pasaron por urgencias hospitalaria, 198 manifestantes heridos por armas de fuego y 47 heridos con lesiones oculares. En diferentes hospitales médicos y residentes denunciaron la entrada forzada de gendarmería a las instalaciones sanitarias para llevarse detenidos a manifestantes principalmente por parte de grupos de gendarmes sin identificación y actuando de civil.
Tras el operativo de gendarmería para sofocar las protestas en la Plaza de los dos Congresos se registraron más de 300 detenidos y alrededor de 150 desaparecidos, algunos de los cuales aparecerían días después hospitalizados por heridas o fueron blanqueados en las comisarías tras media docena de pedidos de habeas corpus los cuales serían liberados semanas después. En total 23 personas que se manifiestaban resultaron heridas con perdida ocular dos con perdida de masa encefálica q consecuencias de impactos e balas de goma. Mientras que varios medios informaron sobre torturas a opositores en las comisarías porteñas.
Las protestas ciudadanas se exterieron alrededor del congreso con decenas de heridos y detenidos, las protestas que continuaron durante la madrugada.
Afuera del congreso cientos de miles de personas ocuparon la zona haciendo sonar cacerolas, silbatos, palmas y cánticos contra las medidas del gobierno macrista. Inmediatamente se reportaron concentraciones en Plaza de Mayo y frente a la Quinta Presidencial de Olivos, las protestas contra Cambiemos se replicaban en todos los barrios porteños y en el interior, protagonizadas por vecinos autoconvocados por las redes sociales, vecinos de clase media sin identificación política pasadas las 23 horas empezaron a confluir en la Plaza de los Dos Congresos, donde a la medianoche ya había una multitud a la que se sumaban. Los cacerolazos se replicaron en el exterior por parte de comunidades de argentinos en Chile Uruguay y España. Durante la noche estallaría cacerolazos en diferentes zonas de la Ciudad, el Gran Buenos Aires y en las principales ciudades de todo el país. Tras conocerse la noticia hubo cacerolazos en todos los barrios de Buenos Aires, frente al palacio legislativo y en las grandes ciudades del país.
Amnistía Internacional emitió un informe llamando a las autoridades a garantizar protesta pacífica e investigar violaciones a derechos humanos tras represión frente al Congreso de la Nación.
Según el informe difundido por AI, los agentes de seguridad usaron gases lacrimógenos y dispararon balas de goma para dispersar y perseguir a las personas que se encontraban en el lugar, incluyendo representantes del Congreso, periodistas, e incluso a transeúntes.
Mariela Belski, Directora Ejecutiva de Amnistía Internacional Argentina:
“Es de una gravedad inusitada lo que sucedió. Diputados y diputadas de la Nación atacados con gases lacrimógenos, trabajadores de prensa heridos, personas que estaban en las inmediaciones detenidas arbitrariamente y de modo violento. Las autoridades deben investigar de forma pronta e imparcial todo uso de la fuerza indebido y procesar a todos los responsables, incluyendo aquellos con responsabilidad de mando"

## Polémica por el quórum y falsos diputados
El 14 de diciembre, tras vencerse el plazo en Diputados, la sesión no comenzaba. El número de 129 diputados necesarios para el quorum no llegaba, y la oposición comenzaba a presionar para que el encuentro legislativo no se realizara. A las 14:35, el presidente de la Cámara Baja, Emilio Monzó, abrió la sesión diciendo que había cuórum pero solo duró pocos minutos. Con 128 diputados en sus bancas, algunos legisladores de la oposición advirtieron sobre una presunta irregularidad: dos bancas estaban ocupadas por personas que no debían estar allí.
Causó repudio en la oposición esta utilización de diputruchos (falsos diputados) por parte de Cambiemos para intentar forzar el quorum y comenzar la sesión. Mirtha Tundis, diputada del Frente Renovador, ratificó la versión: "Hubo dos diputados de Capital Federal que no habían jurado y se sentaron a la banca, como en los peores tiempo". Y agregó: "La única vez que tuvieron los 129 fue cuando se presentaron estos dos, y no se sabe si no hubo también otras personas ajenas al recinto".
Felipe Solá, diputado por el massismo, sostuvo la denuncia: "En un momento dado, mintieron el quorum", sentenció con indignación.
Jorge Enríquez y Patricia Holzman serían los dos falsos diputados que el macrismo sentó en sus bancas para buscar el fallido cuórum, a pesar de que no habían jurado en tiempo y forma. Jorge Enríquez, un abogado de origen radical de 70 años, ocupaba desde diciembre de 2015 el cargo de subsecretario de Justicia de la Ciudad de Buenos Aires, bajo la órbita de Horacio Rodríguez Larreta. Patricia Holzman, por su parte, era la jefa de Gabinete y estrecha colaboradora del rabino y entonces ministro de Medio Ambiente Sergio Bergman.
Minutos antes de que comenzara la sesión en Diputados, la policía federal y Gendarmería Nacional golpearon y arrojaron gas pimienta a diputados de la oposición, para que no ingresen a la votación en el Congreso.
Según la denuncia, al haber reunido cuórum de esa manera, "en segundos los que se sentaron y no debían salieron del recinto y ya no volvió a haber quórum". El cuórum de 129 presentes duró siete segundos, en medio de gritos por la presencia de “diputruchos”.
A raíz del caso, Monzó y Elisa Carrió fueron blanco de todas las críticas de la oposición durante los minutos en los que intentaron imponer el cuórum en la Cámara de Diputados. Finalmente, la sesión no prosperó.

## Represión contra legisladores opositores y manifestantes

### Agresión física del Presidente de la Cámara a diputado opositor
El mismo 14 de diciembre, Emilio Monzó, como presidente de la Cámara de Diputados le lanzó un golpe al diputado Leopoldo Moreau, quien le reclamaba por haber iniciado la sesión a pesar de la falta de cuórum del oficialismo para debatir la reforma previsional. El momento donde Monzó golpea a Moreau fue captado por las cámaras del Congreso.

### Agresión policial a legisladores
Horas antes de la votación en Diputados, varios legisladores opositores fueron impedidos de entrar al edificio siendo reprimidos o impedidos por Gendarmería Nacional los diputados Darío Martínez, Horacio Pietragalla, Matías Rodríguez y Juan Manuel Huss, Leonardo Grosso y Victoria Donda.
Según uno de los diputados las acciones estaban “bajo las ordenes de la ministra de Seguridad, Patricia Bullrich y del presidente de la Nación, Mauricio Macri, quienes pretendieron, a través de la represión, evitar que un conjunto de legisladores debidamente electos por la ciudadanía ejerciera su mandato”. Y añade que la represión estaba  “destinada a manipular el eventual resultado de la sesión” en favor del gobierno.
En las afueras del Congreso, diversos diputados fueron agredidos por Gendarmería, entre ellos el diputado Leonardo Grosso del Movimiento Evita y la diputada Victoria Donda, quien llegó al Congreso en muletas producto de los golpes en las piernas recibidos, el caso más grave registrado fue  del diputado por Tierra del Fuego Matías Rodríguez, quien fue golpeado y pateado en el piso por efectivos de Gendarmería hasta quedar inconsciente. Estas agresiones fueron repudiadas por el arco político opositor, mientras que el oficialismo no emitió comunicado alguno, mientras que Elisa Carrio de la alianza oficialista lanzó un irónico tuit burlándose de los diputados agredidos por Gendarmería. A la diputada Mayra Mendoza le tiraron gas pimienta en la cara, por lo que debido a las heridas debió ser atendida en un bar frente al Congreso.
Conocidas las agresiones del día 13 de diciembre, al diputado Leonardo Grosso del Movimiento Evita y la diputada Victoria Donda, de Libres del Sur, entre otros, y lo que sufrieron el día 14 otros legisladores, el caso más grave fue el del diputado del FPV-PJ por Tierra del Fuego, Matías Rodríguez, quien fue golpeado y pateado en el piso por efectivos de Gendarmería hasta quedar inconsciente. La diputada Carrió respaldó la represión y advirtió a los opositores: "Tengan cuidado los diputados de la oposición de no atropellar a las fuerzas del orden". Recibió la respuesta de Victoria Donda, quien llegó al Congreso en muletas: "Lo primero que quiero decir es que tenga un poquito de respeto y solidaria con una colega que también es diputada", dijo. Y continuó, dirigiéndose a la dirigente macrista: "¿Quéres venir a ver mis piernas? ¿Sabes por qué mi hicieron esto? Por que no quieren que defendamos a los jubilados y los pobres". Diferentes diputados opositores fueron heridos por la represión, entre ellos la diputada Mayra Mendoza, a quien uno de los efectivos le tiró gas pimienta en la cara. La legisladora tenía su credencial de diputada en la mano, visible. También fue agredido el diputado por Tierra del Fuego, Matías Rodríguez, al que la Gendarmería le dio un golpe en la cabeza que lo dejó inconsciente, tirado en el piso.

### Impedimentos a legisladores de ingresar a votar al Congreso
El gobierno mandó a la Gendarmería a la puerta de las oficinas de los diputados, tras lo cual Gendarmería se metió en el edificio anexo de diputados. "Así encontré la entrada a mi oficina. No se puede sesionar en este contexto de militarización. La Gendarmería que ayer reprimió, hoy está ingresando en un anexo de diputados" tuiteó el diputado Leonardo Grosso. Minutos antes de que comenzara la sesión, la policía federal y gendarmería golpearon y arrojaron gas pimienta a diputados de la oposición para que no ingresen al Congreso. Varios diputados opositores fueron agredidos por Gendarmería al intentar ingresar al Congreso para votar contra el proyecto, entre ellos Leonardo Grosso, que fue mordido por un perro de la fuerza y golpeado, dijo que no están dadas las garantías para sesionar. El operativo de Gendarmería Nacional respondió a las órdenes directas de la ministra Patricia Bullrich. Tras ello se emitió un comunicado mencionando que "La militarización del Congreso y posterior afectación de la libertad de ingreso y egreso, así como la agresión física ejercida sobre las y los legisladores (que incluye la producción de lesiones a través de golpes y patadas realizadas por personal policial y hasta mordeduras de los perros utilizados por las fuerzas de seguridad en el operativo) fue efectuada en el acceso al Congreso Nacional y en momentos en que se encontraban sesionando válidamente sus comisiones".
El diputado del FPV-PJ, Matías Rodríguez, herido también tras la represión, denunció ante las agresiones a los diputados opositores «Los gendarmes nos decían que eran órdenes directas del Ejecutivo».
Minutos después la Gendarmería ingresó en la puerta de las oficinas de los diputados, tras lo cual efectivos de esta fuerza ingresaron por la fuerza en el edificio anexo de la cámara. Aprobada con 128 votos a favor, 116 en contra y dos abstenciones. En tanto El FPV se manifestó en contra, el legislador Marcos Clerici declaró "El Estado tiene que estar a favor de la justicia social, no del enriquecimiento de los poderosos a costa del sacrificio de los que trabajan y trabajaron toda una vida. No vamos a convalidar el saqueo a los jubilados".

## Reacciones tras la caída de la primera sesión
Al día siguiente de fracasada la primera sesión, desde la Casa Rosada citaron a los gobernadores y opositores afines con la advertencia de que si entonces no se aprueba Macri apelaría a un decreto para imponer su voluntad. El presidente del bloque macrista en la Cámara baja, Nicolás Massot, lo expresó sin disimulo: «El decreto de necesidad y urgencia está firmado por todos los ministros, solo falta la rúbrica del Presidente».
También se denunciaron “aprietes” por parte del gobierno y de voceros del Grupo Clarín a gobernadores para que aprueben la reforma. Un gobernador declaró "Molesta que me aprieten".

## Coacción económica
Diferentes diputados y senadores denunciaron presiones económicas por parte del gobierno de Mauricio Macri. El diario Calrin reveló que a cambio del apoyo a la reforma jubilatoria, el Gobierno negoció más fondos y obras para las provincias cuyos diputados aprueben la reforma. Según reveló el diario se combinaron "beneficios" para cada provincia el equipo de Marcos Peña redactó informes sobre lo que consigue cada distrito a cambio de su voto positivo. El ministro de Interior prometió girar 15 mil millones a los gobernadores que obligaron a sus diputados a votar la norma. En tanto Rogelio Frigerio amenazó con que las provincias que no acompañen el proyecto macrista perderían 55 mil millones de pesos.
Los exgobernadores de La Rioja y Santa Fe Beder Herrera y Bonfatti revelaron que sus sucesores fueron coercionados y presionados para acompañar las iniciativas de Cambiemos. En el mismo sentido se expresó la legisladora chubutense Rosa Muñoz. El gobernador Miguel Lifschitz denunció que la reforma “No fue un consenso, fue una imposición, una coerción a los gobernadores”, otro diputado revelo que "El gobierno nacional presiona a todos los gobernadores con conductas extorsivas”.

Varios legisladores que votaron a favor del gobierno denunciaron métodos extorsivos con los cuales Mauricio Macri coaccionaban a gobernadores y legisladores para conseguir en el Congreso la aprobación de sus reformas. La diputada de Chubut Rosa Muñoz reconoció que el gobernador Mariano Arcioni le pidió que diera quórum y votara a favor la reforma provisional para que los empleados públicos de Chubut pudieran cobrar el aguinaldo.

## Judicialización
El defensor de la Tercera Edad, Eugenio Semino, presentó un recurso de inconstitucionalidad porque se producía una merma en el ingreso de los jubilados y pensionados, al mismo tiempo se iniciaron miles juicios individuales de los actuales jubilados por el recorte de haberes.

### Presiones al poder judicial
En 2019 un fiscal federal declaró como testigo en la causa en la que se investiga las presiones de la administración Cambiemos sobre magistrados revelando y aportando los datos con fecha y hora de cómo lo contactó el gobierno de Mauricio Macri para alinearlo con los intereses de la Casa Rosada tras la reforma previsional macrista de 2017. En su declaración reveló como Cambiemos presionaba al sistema judicial y a diferentes magistrados tras la reforma jubilatoria para que falle a favor del gobierno. El fiscal federal de Seguridad Social Gabriel De Vedia detalló con fechas y llamados las presiones que sufrió del jefe de abogados del Estado, el macrista Bernardo Saravia Frías por orden del entonces presidente Mauricio Macri y su operador judicial Pepín Simon Rodríguez, quien huiria del pais tras la caída del gobierno permaneciendo prófugo de la justicia en Punta del Este Uruguay para que orientara su fallo respecto a la reforma jubiatoria. El Colegio de Magistrados de la Ciudad, emitió un comunicado de rechazó a las declaraciones del presidente Mauricio Macri y el ministro de Justicia porteño el legislador del PRO Martín Ocampo que amenazaban con sanciones y juicio político a la jueza Patricia López Vergara luego del fallo de la jueza que dictaba prohibir la utilización de armas letales, en el operativo policial en el marco de la reforma previsional. En paralelo el colegio de abogados expresó su rechazo a "cualquier intento de condicionamiento a la actuación independiente" de los integrantes del Poder Judicial porteño señalando además Los fallos judiciales, como cualquier acto de gobierno, pueden ser objeto de cuestionamientos sin que ello autorice el agravio y descrédito personal hacia los Magistrados. Tras el fallo prohibiendo el uso de armas letales por parte de la policía contra las manifestaciones basado en los tratados internacionales y leyes nacionales preexistentes la Dra López Vergara fue suspendida y sancionada por el gobierno. Un día después Macri utilizaría la cadena nacional para atacar a la jueza
La magistrada ordenó que todos los agentes que intervinieran en el operativo estuvieran identificados y que utilizaran gases lacrimógenos y balas de goma como último recurso y se abstuvieran de disparar munición  letal, pidiendo respetar el artículo 99 de la ley 5.688, que lo transcribí y que prohíbe el uso de armas de fuego. Al día siguiente al fallo la escolta policial de la jueza sería retirada y su domicilio baleado por la noche.

## Opinión pública
Días antes de la aprobación del proyecto, una amplia encuesta realizada por el Centro de Estudios de Opinión Pública (CEOP), arrojó que un 71,6 por ciento de los entrevistados opinaban que la reforma beneficiaria poco y nada a los jubilados Además, que uno de cada cuatro personas considera que la reforma podría llegar a ser positiva, pero siete de cada diez –el 70%- opinaba lo contrario, argumentando que terminará reduciendo el salario de millones de jubilados en todo el país (en referencia a la reducción en la fórmula con la que se calculan los haberes). La encuesta realizada por el CEOP midió parte del rechazo generalizado a esta medida, a la cual debe agregarse la importante consideración de que durante los primeros dos años del gobierno macrista, las obras sociales y los medicamentos subieron fuertemente en los meses previos, muy por encima de la inflación. Un estudio de la encuestadora Analogías arrojó que el 80,6% "no está de acuerdo" con modificar la fórmula del aumento de las jubilaciones.

## Aprobación vía decreto
Horas después de que el Congreso rechazará la reforma. El presidente la aprobó por decreto de necesidad y urgencia, que había rubricado horas después de que se levantara la sesión en el Congreso. Sin embargo tras el rechazo generado suspendió el decreto al día siguiente.

## Expresiones en rechazo a la ley

### Paro nacional
Por su parte, la principal central de trabajadores, la CGT, en principio convocó a un paro nacional para el viernes 15 de diciembre, en rechazo al proyecto. Tras la amenaza de sacar la ley por decreto y los incidentes dentro y fuera del Congreso, la Iglesia y la Conferencia episcopal llamaron al diálogo y al respeto de las instituciones.
Finalmente el 18 de diciembre a las 10:30 el Consejo Directivo de la CGT llamaría a un paro de 24 horas desde ese mediodía hasta el mediodía del 19 de diciembre con cese de transportes públicos a partir de la medianoche. La central gremial no se movilizó a Congreso "por los desmanes del jueves pasado".

### Cacerolazos
Desde las últimas horas del 18 de diciembre y en la madrugada siguiente, mientras se debatía por segunda vez el proyecto, se produjeron de forma espontánea masivos cacerolazos en todo el país en oposición al proyecto. En algunos casos, los manifestantes portaban carteles con diferentes consignas entre ellas "Qué futuro puedo tener si me quitan mis derechos" y "Macri: no le robes a mis abuelos".
En la Ciudad de Buenos Aires, hubo cacerolazos en los barrios de Núñez, Devoto, Belgrano, Colegiales, Almagro, Villa Crespo, San Telmo, Parque Patricios, Mataderos, Recoleta, Palermo, Lugano, Caballito, Boedo, Saavedra, San Cristóbal, Parque Centenario, Parque Chas, Versalles, Abasto, Floresta, Nueva Pompeya, La Paternal, Chacarita, Coghlan y Agronomía, entre otros.
En el Gran Buenos Aires se registraron cacerolazos en Avellaneda, Almirante Brown, Berazategui,Esteban Echeverría, Monte Grande, Lanús, Lomas de Zamora, Morón, Haedo, Castelar, Olivos, San Fernando, San Martín, San Isidro, Tigre, etc. y Berazategui.
También en Tres de Febrero, Ramos Mejía, Gregorio de Laferrere, Quilmes, San Martín, San Miguel y Caseros.
En la provincia de Buenos Aires, se produjeron protestas en La Plata, Quilmes, Tolosa, Avellaneda Villa Elisa, Luján, Junín, Bahía Blanca, Tandil, y Mar del Plata.
En el interior del país, se llevaron a cabo protestas en las capitales de las provincias de Jujuy, Salta, Catamarca, Tucumán, La Rioja, San Juan, Mendoza, Córdoba, Chaco, Santa Fe, Entre Ríos, La Pampa, Neuquén, Río Negro, y Tierra del Fuego.
Las protestas y cacerolazos se reprodujeron en otras importantes ciudades, como Comodoro Rivadavia, Rosario, donde las protestas se extendieron hasta el Monumento a la Bandera, Concordia, Gualeguaychú, Bariloche, Ingeniero Jacobacci, Río Grande (Tierra del Fuego), General Roca, Puerto Madryn, y Plottier.
El presidente Mauricio Macri ordenó realizar informes de inteligencia sobre los cacerolazos.

### Causas judiciales
Meses después se abrirían en varios juzgados causas judiciales contra las autoridades de Gendarmería y la ministra.

### Verdurazo
En tanto el 26 de diciembre, la Unión de Trabajadores de la Tierra, llevaron 20 mil kilos de su producción a la Plaza del Congreso para repartir gratis entre los jubilados. Pequeños productores anunciaron que donarán su mercadería a los perjudicados por la reforma previsional que podían acercarse. "Donamos nuestra producción a los jubilados no porque nos sobre, sino porque creemos en la solidaridad del pueblo", sostuvieron en la convocatoria a este nuevo verdurazo.

## Marcha de periodistas por la represión
A raíz de la represión policial donde fueron arrestados y heridos trabajadores de prensa que cubrían las mismas, la Asociación de Reporteros Gráficos y el Sindicato de Prensa de Buenos Aires convocó a marchar al Congreso. Los trabajadores de prensa responsabilizaron al Gobierno por "la brutalidad y el desborde de la represión ejercida sobre la prensa" y llamaron a repudiar el violento accionar de las fuerzas policiales durante las movilizaciones del 14 y 18 de diciembre en rechazo a las medidas de ajuste del gobierno de Mauricio Macri. En ese sentido, advirtieron además que no hay garantías para el ejercicio de la prensa. Diversas asociaciones de periodistas repudiaron la violencia ejercida contra al menos 23 periodistas, 13 de los cuales fueron heridos por las fuerzas de seguridad (el caso más grave fue el del fotógrafo Juan Pablo Barrientos de Revista Cítrica baleado con más de 20 impactos de bala de goma. La Academia Nacional de Periodismo consideró que la violencia contra los periodistas constituía una "involución intolerable".

## Reacciones internacionales
El presidente provisional de Brasil, Michel Temer, elogió a Macri por el recorte jubilatorio, afirmando que "sirve de ejemplo", para un proyecto similar que intentaba aplicar en su país.
Un informe de Amnistía Internacional sobre los derechos humanos en la gestión Macri observo  destaca el atropello a los derechos humanos que se registró en 2017 sobre la protesta social y la libertad de expresión. En el informe anual sobre la situación de los derechos humanos en el mundo se analizó la situación de 159 países entre los que se encuentra la Argentina. En el contexto local, el reporte da cuenta de "una tendencia preocupante respecto a la criminalización de la protesta social y a la libertad de expresión.
El informe denuncia que durante 2017 se produjeron manifestaciones contra las que se "registraron picos de violencia inusitada". entre ellas la protesta contra la reforma previsional, donde hubo más de 120 detenidos, cientos de heridos y al menos cinco personas aún permanecían detenidas arbitrariamente. Señalando que existe una tendencia a manipular a la opinión pública unida a los ataques contra instituciones que trabajan para promover derechos humanos o constitucionales y que suelen ser críticas con el gobierno.
Al día siguiente de la votación, la ciudad amaneció empapelada con los rostros de cuatro de los legisladores que votaron la reforma previsional con la leyenda de "Traidores" como mensaje.

## Presiones a diputados y medios de comunicación
La legisladora de Chubut, Rosa Muñoz, mostró un mensaje de un funcionario nacional en el que le mandaron al gobernador de Chubut la foto de su banca vacía y el texto "tu diputada todavía no se sienta", para intimidarla a dar quorum y votar la reforma previsional. Respecto a su voto dijo "Amenazaron con no enviar fondos para pagar sueldos. Pensé en mi provincia, a quien represento y tuve que tomar una decisión que no fue la que me pidieron". e indicó que hubo presiones que modificaron su intención primaria que era rechazar el ajuste a jubilados. "El gobierno nacional presionó a todos los gobernadores", dijo.
El periodista Jorge Rial reveló cómo se produjo la presión por parte del Gobierno de Mauricio Macri a los medios de comunicación para no hablar de represión que ocurrió ese jueves en el Congreso. El periodista aseguró que "la presión más fuerte desde el poder sobre los medios era que no usaran la palabra represión". Esta declaración se verificó con las tapas de los diarios del viernes 15, que destacaron (salvo Crónica y Página/12) imágenes de manifestantes respondiendo a la policía, además de no hacer en ningún renglón referencia a una represión.
Días después de la aprobación de los recortes, y pocas horas antes de que comenzara la sesión en la que se aprobó en Diputados el Presupuesto 2018, Cambiemos agregó una planilla extra de obra pública concentrada en las provincias cuyos legisladores apoyaron la reforma previsional, quienes recibieron a cambio del apoyo 10 mil millones de pesos.

### Denuncia judicial por coacción a diputados para votar a favor de la reforma
El 19 de diciembre, se filtró un mensaje de la diputada nacional Mayda Cresto (Argentina Federal), donde contaba que estaba “condicionada” a votar a favor del ajuste previsional, debido a que el gobierno nacional de Mauricio Macri presionaba al gobernador Gustavo Bordet con la amenaza de que no podría “pagar los sueldos” en la provincia si los legisladores que le responden no la apoyan. Un día más tarde, el abogado Pedro Lamadrid de Concordia e integrante del Foro de Abogados de Entre Ríos, radicó una denuncia penal para que se investigue el posible delito de coacción por parte del gobierno nacional hacia el provincial, luego de que se conociera el mensaje de Cresto.
En tanto, el diario Clarín informó que el gobierno de Macri negoció a cambio del apoyo al recorte de las jubilaciones, más fondos y obras para las provincias que lo respalden.

## Judicialización de la Reforma

### Corte Suprema de Justicia de la Nación
El cambio en la fórmula de actualización de las prestaciones a partir de la reforma generó una causa judicial en donde el objeto de discusión fue cómo actualizar los haberes jubilatorios de los beneficiarios previos a la Reforma. 
El 18 de diciembre de 2019, la Corte Suprema de Justicia de la Nación resolvió un fallo testigo a favor del jubilado Blanco en relación con el índice utilizado por la ANSES para el cálculo de actualización de los haberes. El fallo resuelve la utilización del índice de los salarios de la construcción (ISBIC), y no el RIPTE (Remuneración Imponible Promedio de los Trabajadores Estables) como era pretendido por la defensora ANSES para el cálculo de la movilidad jubilatoria del demandante. El fallo fue por votación mayoritaria con el voto afirmativo de los jueces Maqueda, Lorenzetti, Rosatti, Highton de Nolasco  y en disidencia los jueces con el voto en contra del juez Carlos Rosenkrantz.

## Consecuencias económicas de la Reforma
Si se analiza el período corrido desde septiembre de 2017 (última movilidad otorgada con la fórmula anterior) a mayo de 2019, el índice de precios al consumidor aumentó un 87%, mientras que la movilidad otorgada a los haberes previsionales fue del 44%. Resultando una pérdida del 30 por ciento del poder adquisitivo. Tras la ley 1,7 millón de Pensiones No Contributivas fueron transformadas en PUA prestación básica universal cuyo monto era la mitad de una jubilación mínima, mientras que otros 0.73 millones de pensiones fueron transformadas en Pensión Universal perdiendo un cuarto de su valor.
Medido en dólares a precio constante la jubilación mínima pasó de 470 dólares mensuales antes de la aprobación de la norma a 217 dólares a diciembre de 2019, con montos de 14.068 pesos para la mínima, mientras que la Prestación Básica Universal y la Pensión Universal para el Adulto Mayor quedaron fijada en montos suman más bajos con 6.640 pesos y 11.250 pesos respectivamente. Para noviembre de 2019 la jubilación mínima cubría sólo un tercio de la canasta básica de alimentos.
 Si bien el objetivo de la reforma era el recorte de pensiones y jubilaciones para disminuir el gasto público diferentes normas llevaron al desfinanciamiento del Anses en parte porque sus activos (FGS) fueron utilizados en comprar bonos para sostener la cotización del dólar a través de las leliqs, el ahorro estimado en recortes de los haberes de 43.000 millones de pesos representaba al año 2019 una fracción del pago 900.000 millones de pesos en intereses que consumia a las arcas públicas el negocio de las leliqs lanzados por el ministro Sturzenneguer en 2018.
A la descapitalización creciente del ANSES, y la caída de sus reserva su fondos se sumó la mala liquidación de los haberes por los cambios introducidos con la reforma, lo que llevó más de 300.000 juicios activos y medio millón de nuevos reclamos por reajustes de haberes desde diciembre de 2017.
En total se calculó que para 2019 hubo un recorte de hasta 30% en los montos de las jubilaciones, siendo el porcentaje de pérdida de poder adquisitivo en los haberes jubilatorios por el cambio en el cálculo de actualización de la reforma de 2017. Luego se comenzó a aplicar la diseñada por Macri posteriormente suspendida por la nueva gestión que combina 70% del índice de inflación y 30% de la variación de salarios. Así, en 2018 la suba de los precios ascendió al 47,6%, y los haberes aumentaron el 28,5%: un retroceso de 19,1 puntos y en 2019 de enero a diciembre los haberes subirán el 50,1%, con una inflación estimada de 55,6%. Tras un año de aplicada la ley los juicios contra el Estado se incrementaron, la ley alcanzó a menos del 37% de los beneficiados y el promedio de aumentos quedó muy por debajo de lo esperado; mientras que se esperaba un aumento del 45 por ciento los aumentos no superaban el 25 por ciento, perdiendo 20 puntos contra la inflación, que alcanzaba un interanual del 53,8%, la inflación más alta desde 1991 y la quinta más alta del mundo Como consecuencia de la reforma, para agosto de 2018 el Fondo de Garantía de Sustentabilidad habría registrado una pérdida de 29 mil millones de dólares en un año, una caída patrimonial del 55 por ciento. Para agosto de 2018 el Fondo de Garantía de Sustentabilidad registró una pérdida de 29 mil millones de dólares en un año, representando una caída patrimonial del 55 por ciento, junto con denuncias de malversación contra ministros del macrismo.
Diferentes analistas previsionales alertaron que la ley llevaría al desfinanciamiento de la ANSES, que aumentaría el déficit fiscal y llevaría a liquidación del Fondo de Garantía de Sustentabilidad de la Anses en pos de una futura privatización del mismo según lo acordado con el FMI.
En octubre de 2019 se informó que el FGS el fondo de jubilados y pensionados argentinos había perdido el 70% de su valor desde la reforma previsional pasando de un patrimonio de 67 mil millones de dólares a caer hasta los 22 mil millones.